# Capvern

Capvern este o comună în departamentul Hautes-Pyrénées din sudul Franței. În 2009 avea o populație de 1.282 de locuitori.

## Evoluția populației
| An        | 1975  | 1982 | 1990  | 1999  | 2006  | 2009  |
| --------- | ----- | ---- | ----- | ----- | ----- | ----- |
| Populație | 1.027 | 932  | 1.025 | 1.074 | 1.236 | 1.282 |